# Mala molekula
Male molekule so heterogena skupina sintetičnih zdravil majhne molekulske mase (manj kot 900 D, najbolj učinkovita manj kot 500 D), ki spadajo poleg bioloških zdravil med tako imenovana tarčna zdravila. Za razliko od bioloških zdravil neovirano vstopajo v celice in učinkujejo na znotrajcelične tarče. Številne učinkovine iz skupine malih molekul se uporabljajo zlasti v zdravljenju raka. Mednje spadajo na primer zaviralci raznih kinaz, kot so zaviralci tirozin kinaz (imatinib, erlotinib ...).

## Zgodovina
Male molekule v širšem smislu, torej sintetična zdravila z majhno molekulsko maso (ne pa nujno tudi s tarčnim delovanjem), so bile v preteklosti glavni steber razvoja novih zdravil. V 80-ih letih dvajsetega stoletja so se pojavila tako imenovana biološka zdravila. Leta 1982 je ameriški Urad za prehrano in zdravila odobril prvo biološko zdravilo za klinično uporabo, in sicer rekombinantni inzulin. Kmalu je sledil rekombinantni rastni hormon, z uvedbo tehnologije rekombinantne DNK pa je razvoj bioloških zdravil dosegel razmah. Sledil je zlasti hiter razvoj rekombinantnih monoklonskih protiteles. Leta 2006 je bilo med desetimi najbolje prodajanimi novimi zdravili s svetu šest iz skupine bioloških zdravil. Vendar imajo biološka zdravila nekatere pomanjkljivosti (visoki stroški proizvodnje, parenteralna uporaba, težave s stabilnostjo, izguba učinkovitosti zaradi imunskih reakcij posameznika); hkrati z njihovim razvojem pa so razvijali tudi male molekule s tarčnim delovanjem (oziroma zdravila iz skupine malih molekul v ožjem pomenu).

## Indikacije
Na tržišču so zdravila iz skupine malih molekul zlasti za zdravljenje rakavih, vnetnih in avtoimunskih bolezni.

## Predstavniki

### Zdravila proti raku
Za zdravljenje raka so na trgu zlasti male molekule, ki delujejo na encime iz skupine tirozin kinaz, ki v celicah zavirajo posamezne celične poti, te pa vodijo v proliferacijo, izmik apoptozi in zasevanje. Glede na vrsto kinaze, ki jo zavirajo, jih uvrščamo v več skupin:
- Zaviralci proteinskih kinaz
  - Zaviralci tirozin kinaze BCR-ABL
    - imatinib
    - dasatinib
    - nilotinib
    - bosutinib
    - ponatinib

  - Zaviralci tirozin kinaze receptorja za epidermalni rastni faktor (EGFR)
    - gefitinib
    - erlotinib
    - afatinib
    - osimertinib
    - rociletinib
    - olmutinib
    - dakomitinib
    - ikotinib

  - Zaviralci B-Raf serin-treonin kinaze (BRAF)
    - vemurafenib
    - dabrafenib
    - enkorafenib

  - Zaviralci kinaze anaplastičnega limfoma (ALK)
    - krizotinib
    - ceritinib
    - alektinib
    - brigatinib
    - lorlatinib

  - Zaviralci mitogen-aktivirane protein kinaze (MEK)
    - trametinib
    - kobimetinib
    - binimetinib
    - selumetinib

  - Zaviralci od ciklina odvisne kinaze (CDK)
    - palbociklib
    - ribociklib
    - abemaciklib

  - Zaviralci kinaze tarče rapamicina pri sesalcih (mTOR)
    - temsirolimus
    - everolimus
    - ridaforolimus

  - Zaviralci tirozin kinaze receptorja za humani epidermalni rastni faktor 2 (HER2)
    - lapatinib
    - neratinib
    - tukatinib

  - Zaviralci Janusove kinaze (JAK)
    - ruksolitinib
    - fedratinib

  - Zaviralci tirozin kinaze receptorja za žilni endotelijski rastni faktor (VEGFR)
    - aksitinib
    - cediranib
    - tivozanib

  - Zaviralci Brutonove tirozin kinaze (BTK)
    - ibrutinib
    - akalabrutinib
    - zanubrutinib

  - Zaviralci fosfatidilinozitol-3-kinaze (Pi3K)
    - idelalizib
    - kopanlizib
    - alpelizib
    - duvelizib

  - Drugi zaviralci protein kinaz
    - sunitinib
    - sorafenib
    - pazopanib
    - vandetanib
    - regorafenib
    - masitinib
    - kabozantinib
    - lenvatinib
    - nintedanib
    - midostavrin
    - kizartinib
    - larotrektinib
    - gilteritinib
    - entrektinib
    - peksidartinib
    - erdafitinib
    - kapmatinib
    - avapritinib
    - ripretinib
    - pemigatinib
    - tepotinib
    - vemurafenib

Druga skupina zdravil malih molekul s protirakavim delovanjem so zaviralci poli-(ADP-riboza) polimeraze (PARP):
- olaparib
- niraparib
- rukaparib
- talazoparib
- veliparib

### Zdravila proti vnetnim in avtoimunskim boleznim
V zdravljenju avtoimunskih vnetnih bolezni obstajajo tri beljakovinske tarče za delovanje malih  molekul:
- kinaze, ki uravnavajo proizvodnjo vnetnih posrednikov – in sicer so že v klinični uporabi zaviralci Janusove kinaze, kot so: 
  - baricitinib
  - filgotinib
  - tofacitinib
  - upadacitinib
- receptorji in ključne signalne molekule v »nukleinske kisline zaznavnih poteh« (nucleic acid-sensing pathways) – razne kandidatne učinkovine so v razvoju in preskušanju, med njimi na primer zaviralci toličnih receptorjev[9]
- topni ligandi, kot so citokini in receptorji na površini celic